# Carlo Giachery
Carlo Napoleone Luca Giachery (Padova, 28 giugno 1812 – Palermo, 31 agosto 1865) è stato un architetto italiano.

## Biografia
Nasce a Padova il 28 giugno 1812 da Luigi (Asti 1769-Palermo 1829) e da Paola Lucrezia Cerchi (Venezia 1791-Palermo 1841). La famiglia si trasferisce nel 1817 a Napoli, dove nasce Vincenzo (1818-1888), e nell’aprile del 1819 a Palermo, dove nasce Giuseppe Antonio (1820-1837); il padre gestisce un rinomato albergo cittadino (Hôtel de France) e si dedica al commercio di prodotti tessili. 

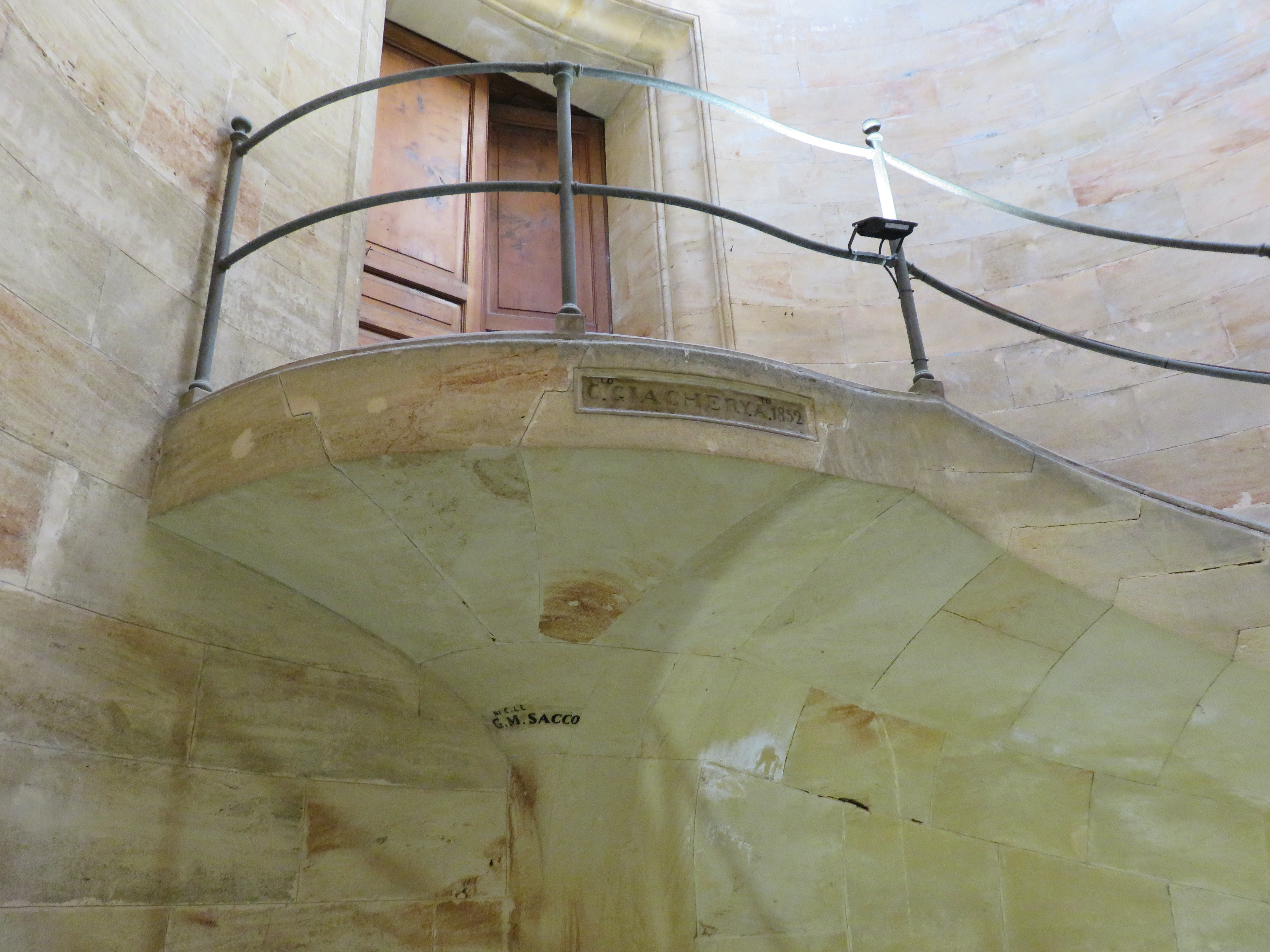
Firma di Carlo Giachery sulla scala del palazzo ex Ministeri

Nel 1829 si iscrive alla Facoltà Filosofica o delle Arti di Palermo e svolge attività di apprendistato presso lo studio di Antonio Gentile, docente di Architettura civile. Si laurea nel marzo del 1833 e riceve la nomina a sostituto e lettore della cattedra di Matematiche miste del sacerdote Diego Muzio. Nel settembre 1833 si reca a Roma per un lungo soggiorno di studi e di perfezionamento presso la Scuola degli ingegneri pontifici, e frequenta i corsi di Carlo Sereni, Giuseppe Venturoli e Nicola Cavalieri di San Bertolo. 
È presente a Roma con saltuarietà sino al luglio del 1836, quando rientra definitivamente a Palermo per partecipare con successo al concorso per la cattedra di Architettura civile rimasta vacante dopo la morte di Gentile (1834). Il 10 settembre 1837 riceve la nomina a professore titolare e ottiene, in qualità di architetto delle fabbriche dell’Ateneo, i primi incarichi di progettazione (edifici all’ingresso dell’Orto Botanico). 
Nel 1839 sposa Carolina Brandaleone (1823-1911), appartenente alla ricca borghesia imprenditoriale cittadina; nello stesso anno, in occasione del viaggio di nozze, si reca a Parigi per un lungo soggiorno di studi e aggiornamento. Dal matrimonio nasceranno: Giulia (1840), Emilia (1842), Eugenio (1843), Ernesto (1846) e i gemelli Emerico e Uberto (1860). 

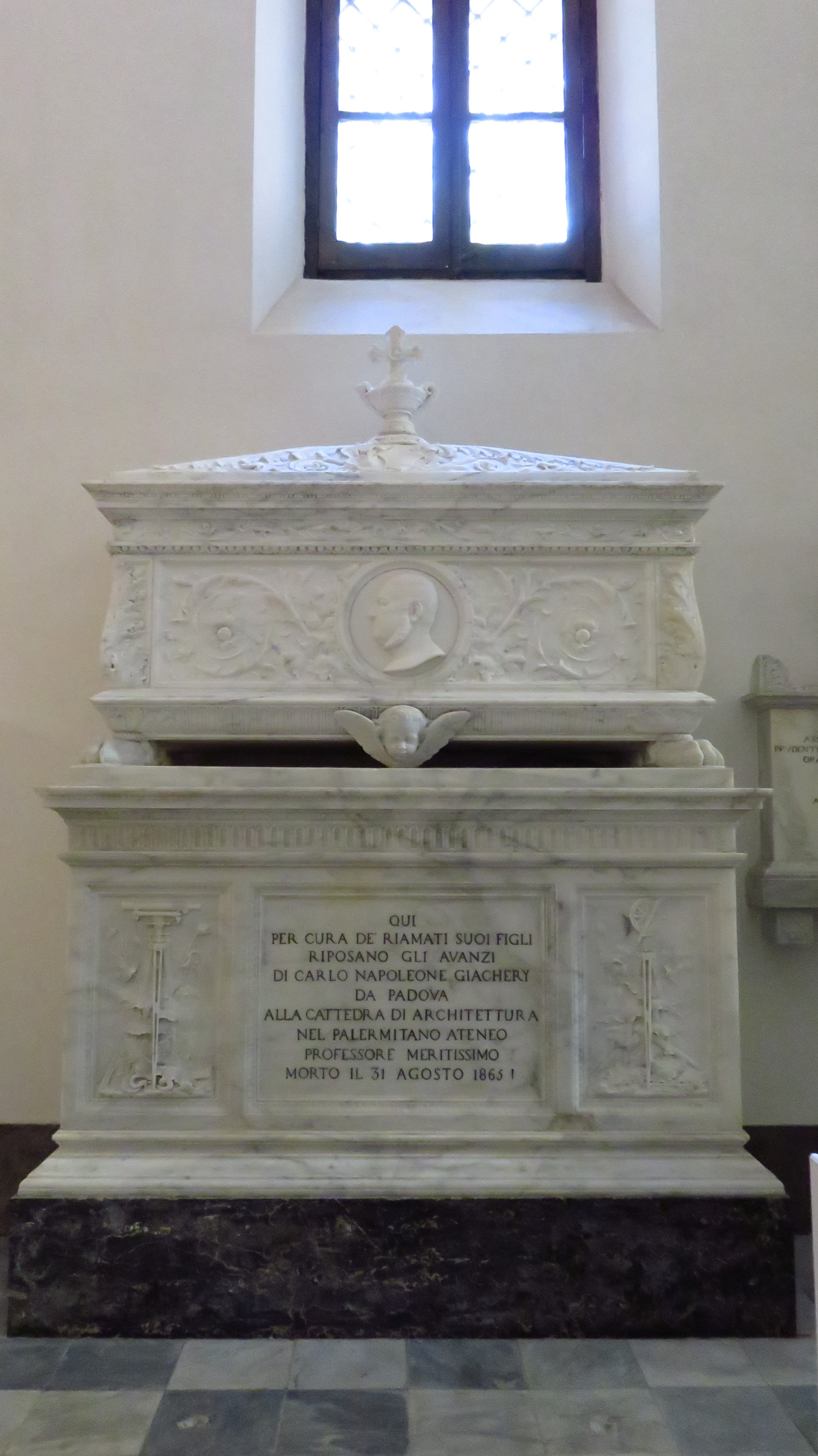
Tomba di Carlo Giachery nella chiesa di San Domenico

Nel 1844, con il progetto della casina detta dei “Quattro pizzi” nella Tonnara dell’Arenella, inizia il sodalizio professionale e di affari con Vincenzo Florio. Dal 1842 al 1854 riveste la carica di architetto del Consiglio edilizio. Nel 1844 riceve ad honorem la laurea “franca” in Matematica e diviene socio “attivo” dell’Accademia di Scienze, Lettere e Arti di Palermo e del Real Istituto d’Incoraggiamento per la Sicilia. Dal 1850 fa parte di svariate commissioni: quella ministeriale dei Lavori pubblici, acque e foreste; quella preposta all’individuazione dei criteri per il rivestimento della cupola della cattedrale di Palermo, e quella per la realizzazione del Giardino Inglese. Nel 1852, in seguito allo sdoppiamento dell’insegnamento di Architettura civile, assume la titolarità della cattedra di Architettura statica. Per l’attiva partecipazione ai moti del 1860 è insignito della medaglia di bronzo al valor civile, e nel 1861 gli viene conferito il titolo di Cavaliere dell’Ordine dei SS. Maurizio e Lazzaro. Nello stesso anno è nominato componente della Commissione per la liquidazione dei danni causati dalla guerra del 1860. Per effetto dell’applicazione della legge Casati sul riordino delle università italiane, nel 1861 assume il ruolo di professore ordinario di Architettura statica e costruzioni, che insegna al quarto e al quinto anno della Facoltà di Scienze Fisiche e Matematiche e all’annesso Collegio delle Belle Arti. Sempre dal 1861 fa parte della Sezione del Consiglio Superiore dei Lavori Pubblici per le province siciliane. Nel 1863 è insignito del titolo di Ufficiale dell’Ordine mauriziano.
Muore a Palermo il 31 agosto 1865. Su delibera del Consiglio comunale di Palermo del 1899, riconosciuto l’alto valore culturale della figura di Carlo Giachery e il suo contributo allo sviluppo artistico della città e alla crescita dell’Ateneo, fu deciso di onorarlo con un monumento funerario contenente i suoi resti mortali, da realizzarsi nel pantheon dei cittadini illustri posto all’interno della chiesa di S. Domenico. La tomba, un sarcofago in marmo di Carrara poggiato su un alto piedistallo, fu scolpita da Salvatore Valenti.

## Principali opere a Palermo

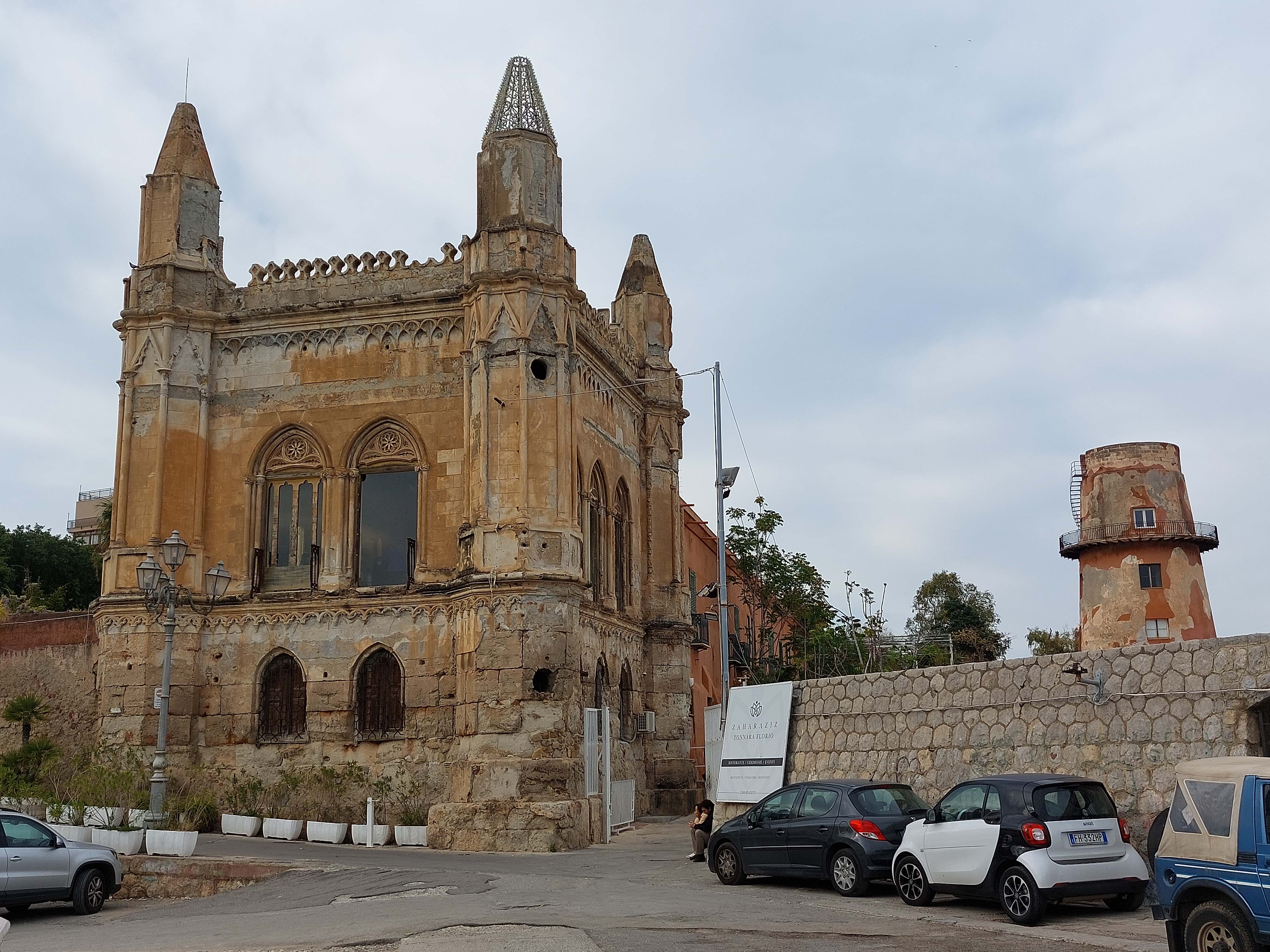
Casina dei Quattro Pizzi e mulino a vento

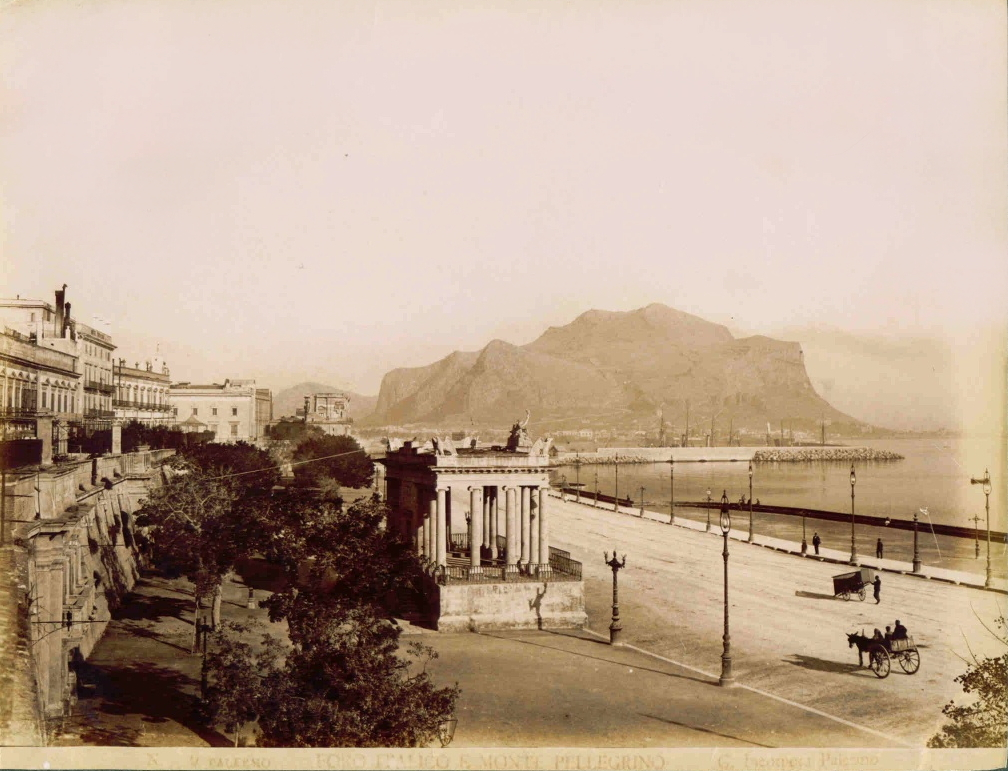
Teatrino della Musica

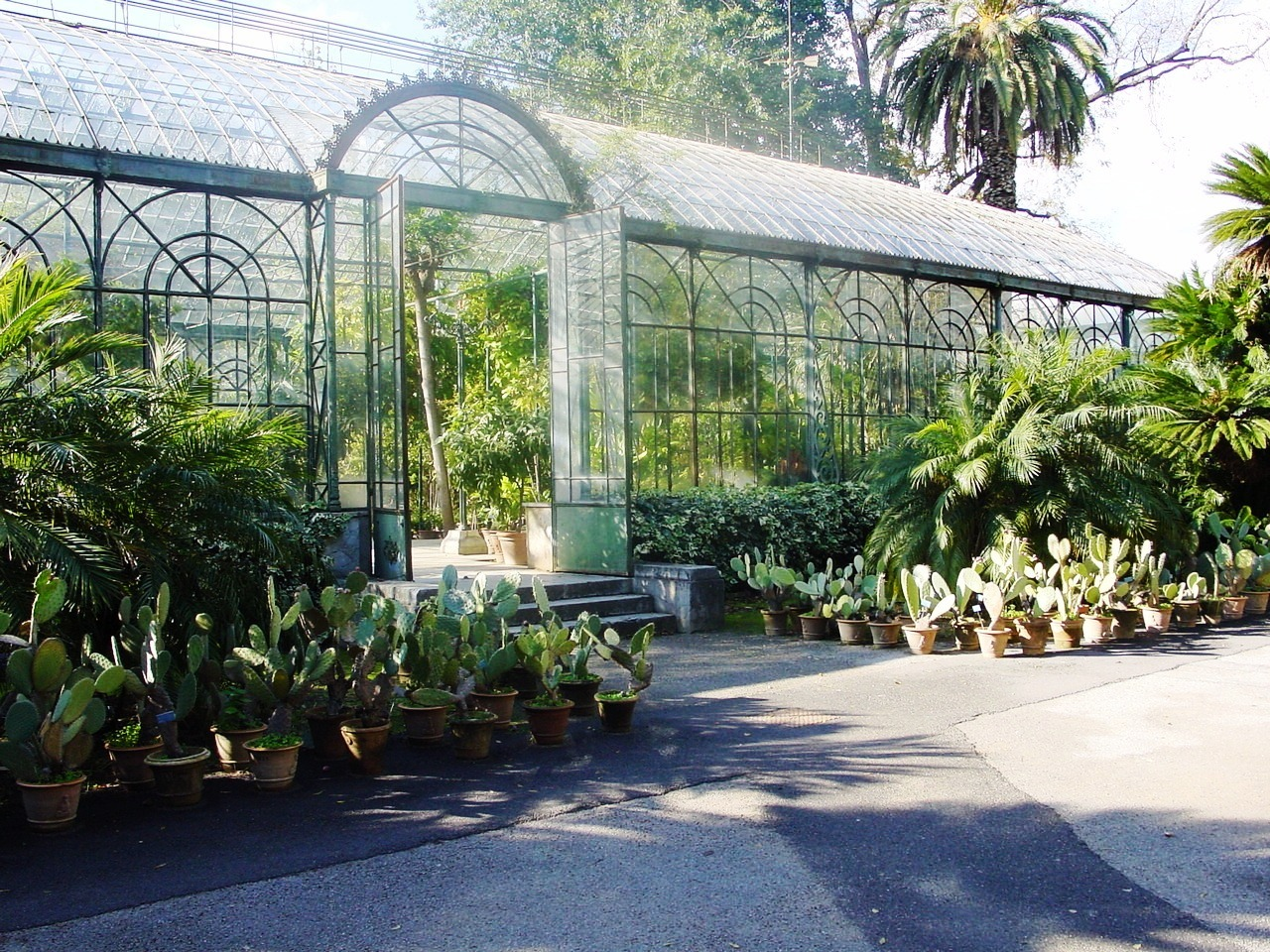
Serra Maria Carolina nell'Orto Botanico

- Direzione dei lavori di restauro della “Stufa” dell’Orto Botanico (1837).
- Consolidamento strutturale e trasformazione del palazzo del Castillo di Sant’Onofrio in albergo denominato Hôtel de France (1838).
- Edifici (magazzino e casa del custode) all’ingresso dell’Orto Botanico posti ai lati del Tepidarium e del Calidarium (1838-1839)
- Trasformazione e ampliamento dei magazzini di Michele Pojero al Sammuzzo (1843)
- Progetto per la formazione della platea del quarto braccio del carcere dell’Ucciardone (1840)
- Trasformazione e ampliamento della Tonnara Florio all’Arenella con la realizzazione della casina (detta dei “Quattro Pizzi”), di nuovi magazzini, di tettoie lignee e di forni «per cuocere l’olio di lino» (1844)
- Teatrino della musica (tempietto neoionico) nel foro Borbonico (oggi Foro Italico) (1842-46), in collaborazione con Domenico Lo Faso Pietrasanta
- Opere «di abbellimento dell’atrio della Regia dell’Università degli Studi e dei quattro prospetti che vi corrispondono» (1845-1846)
- Progetto della Casina Giachery nel giardino acquistato dal duca Carlo Avarna di Gualtieri lungo la via Monte Pellegrino (attuale piazza Giachery)(1846).
- Interventi nella sede dell'Università (1846-48)
- Progetto di riconfigurazione e trasformazione del palazzo di Michele Pojero (già dei Massa, duchi di Castel di Aci)(1849-1850).
- Consolidamento strutturale e opere di trasformazione del palazzo dei Ministeri nel piano del Palazzo Reale (1851-1852)
- Direzione dei lavori del carcere dell’Ucciardone (1851)
- Progetto e realizzazione della Casina di Salvatore D’Alessandro lungo la strada della Real Favorita (1851).
- Progetto e realizzazione della Fonderia Oretea dei Florio con introduzione di innovative capriate in legno e ferro (1851).
- Progetto e realizzazione del mulino a vento per la macina del sommacco nella Tonnara Florio all’Arenella (1851)
- Progetto e realizzazione del Palazzo De Pace al Molo (1851)
- Progetto e Direzione dei lavori dell'Ospizio di Beneficenza nel piano della Giostra (1854-1858)
- Ospizio di Beneficenza nel piano di S. Oliva (1855-57)
- Opere di trasformazione, riconfigurazione degli apparati decorativi degli interni e arredi del Teatro Santa Cecilia a completamento dei lavori iniziati dall’architetto Michele Patricolo (1854)
- Progetto e Direzione dei lavori di «abbellimento del vestibolo della Regia Università» (1855)
- Restauro del piedistallo della statua di Carlo V a piazza Bologni (1855)
- Piano di appoderamento con realizzazione di sentieri, strade, recinzioni, piccoli edifici a servizio del giardino, sistemi di irrigazione dei terreni, costituenti il parco di Diana, aggregati alla tenuta del duca d’Orléans (1857-1861)
- Progetto e realizzazione della Fabbrica Florio «per la molitura del sommacco con macchina a vapore sita nello stradone dei Quattro venti»
- Costruzione «dei nuovi corpi aggregati alla Fonderia Oretea e propriamente la sala delle forge e la sala per la costruzione delle caldaie a vapore» (1858).
- Riconfigurazione del prospetto del palazzo del principe Gabriello Lancillotto Castelli di Torremuzza nella strada della Pietà (1858-59)
- Progetto «per riprodursi in ferro tutta l’ossatura della grande stufa del Real Orto Botanico» (stufa prodotta in Francia dalla ditta Lefebvre) (1857-1858)
- Progetto e realizzazione di serre in ghisa e vetro nell’Orto Botanico per la coltivazione sperimentale delle piante di ananas (1857-1858)
- Ampliamento dello stabilimento industriale al Sammuzzo di Michele Pojero (1861)
- Progetto e realizzazione del prospetto della Fonderia Oretea (1862)
- Scalo di alaggio per la Società Vapori Postali Italiani I. e V. Florio (1865. Lavori proseguiti dopo la sua morte dal genero Antonio Buscaino e ultimati nel 1871)[2].

## Pubblicazioni
- Carlo Giachery, Rapporto dato dalla Commissione eletta dalla Camera dei Comuni sul progetto di demolizione di Porta Nuova, Palermo 1848.
- Carlo Giachery, Discorso inaugurale pella collocazione della prima pietra del Real Ospizio di beneficenza dell’architetto professore Carlo Giachery direttore dei lavori, Palermo 1854.
- Carlo Giachery, Pochi cenni sulle fabbriche del nuovo R. Ospizio di Beneficenza in Palermo, Palermo 1856.
- Carlo Giachery, Memoria descrittiva della Sicilia e de’ suoi mezzi di comunicazione sino al 1860 a guida della carta di Sicilia riprodotta ed incisa dall’ingegnere Francesco Badalamenti, Palermo 1861.